# Vandellia cowiei
Vandellia cowiei är en tvåhjärtbladig växtart som först beskrevs av W.R.Barker, och fick sitt nu gällande namn av Fischer, Schäferhoff och Müller. Vandellia cowiei ingår i släktet Vandellia och familjen Linderniaceae. Inga underarter finns listade i Catalogue of Life.